# Tim Winton
Timothy John Winton (n. 4 august 1960, Perth, Australia de Vest, Australia), cunoscut în lumea literară ca Tim Winton, este un scriitor australian, cunoscut ca romancier, autor al genului scurt, scriitor de cărți de non-ficțiune și pentru copii și dramaturg. 
Născut în Subiaco, o suburbie a orașului Perth din Australia, Tim Winton a fost numit în 1997, de către Australian National Trust ”an Australian Living Treasures”. A câștigat prestigiousul premiu australian Miles Franklin Award de patru ori.

## Biografie

### Ani timpurii
Tim Winton s-a născut în Subiaco și a crescut în Karrinyup, la timpul respectiv ambele fiind suburbii ale orașului Perth din statul australian  Western Australia. Familia s-a mutat apoi în orașul Albany, situat de asemenea în același stat, Western Australia.